# Tommy Kono
Thomas „Tommy“ Kono, původním jménem Tamio Kono (27. června 1930 Sacramento – 24. dubna 2016 Honolulu) byl americký vzpěrač a kulturista japonské národnosti.
Za druhé světové války byl internován v táboře Tule Lake, kde se začal věnovat těžké atletice, která mu pomohla vyléčit astma. Po válce pracoval na dopravním inspektorátu, v době korejské války byl odveden do armády, ale byl uvolněn kvůli sportovní reprezentaci.
Stal se dvojnásobným vzpěračským olympijským vítězem, když v roce 1952 vyhrál v kategorii do 67,5 kg a v roce 1956 do 82,5 kg. V roce 1960 získal stříbrnou medaili ve váze do 75 kg, kde ho porazil sovětský reprezentant Alexandr Kurynov. Je čtyřnásobným mistrem světa do 75 kg (1953, 1957, 1958 a 1959) a dvojnásobným do 82,5 kg (1954 a 1955). Třikrát vyhrál Panamerické hry (1955, 1959 a 1963), jedenáctkrát byl mistrem USA, vytvořil šestadvacet světových rekordů ve čtyřech váhových kategoriích. V roce 1954 získal titul Mr. World v amatérské kulturistice a v letech 1955, 1957 a 1961 Mr. Universe.
Po ukončení aktivní kariéry působil jako trenér americké, mexické a západoněmecké vzpěračské reprezentace. Také je autorem odborných knih o vzpírání a vynalezl zpevňující kolenní bandáže pro vzpěrače. Byl uveden do Síně slávy amerických olympioniků a Síně slávy světového vzpírání, v roce 2005 ho Mezinárodní vzpěračská federace vyhlásila nejlepším světovým vzpěračem dvacátého století.